# 私的使用
私的使用（してきしよう）とは、日本の著作権法において著作物等を使用する方法の一つであり、個人的に、又は家庭内その他これに準ずる限られた範囲内において使用することをいう（著作権法30条1項柱書）。

## 概要
著作物等を複製する場合においては、この私的使用の範囲内においては自由に行うことが認められており、著作権法違反にはならない。ただし、次の行為を行うことにより複製する場合には、規定により法30条の複製権適用除外の対象とはならないため、結果として（同条1項各号、同法附則5条の2）複製権の侵害となる。
- 公共の自動複製機器（ただし、専ら文書又は図画の複製に供するものを除く。）を用いて複製をする場合
- 技術的保護手段の回避により可能となるあるいはその結果に障害が生じないようになった複製をその事実を知りながら行う場合
- 著作権を侵害する公衆自動送信を受信して行うデジタル方式の録音あるいは録画をその事実を知りながら行う場合

ここで「技術的保護手段の回避」とは、「手段に使用される、機器が特定の反応をする信号の除去若しくは改変（記録又は送信の方式の変換に伴う技術的な制約による除去又は改変を除く。）を行うこと、または手段において、特定の変換をされた著作物等に係る音若しくは影像の復元を行うことにより当該技術的保護手段によつて防止される行為を可能とし、又は当該技術的保護手段によつて抑止される行為の結果に障害を生じないようにすること」（要旨）を言う。
なお、これらの例外は複製技術の発達に伴い順次追加されたものである。

## デジタル方式の補償金制度
所定のデジタル方式での録音または録画による複製を行う場合は、私的使用目的であっても複製をする場合には一定の補償金を支払うこととなっている（同法30条2項）。これは「私的録音録画補償金制度」として実現されており、実際にはデジタル方式での録音・録画に使用される機器と記録媒体（CD、DVD等）の購入時に補償金額を含めた上で支払われている（製造業者が卸の段階で加算している）。なお、コピーワンス・ダビング10が導入されたデジタルテレビ放送専用の録画機器（いわゆるデジタル放送専用レコーダー）に限っては、訴訟により最高裁判決が確定、文化庁見解に則った補償金団体の方が敗訴、メーカー側が勝訴し、補償金は支払われない事となった。

## 翻案等
著作物等につき、私的使用の目的で複製（実演については録音・録画）する事が許される場合においては、私的使用の目的で翻訳、編曲、変形又は翻案することができる。ただし、著作者等の同一性保持権を侵害する事はできない。

## 目的外利用
私的使用の目的で複製した著作物等を、私的使用の目的外で頒布しまたは公衆に提示した場合には複製権侵害に、二次著作物の複製物を頒布・提示した場合には翻訳権、翻案権等の侵害にも問われる（同法49条1項1号、2項1号、120条）。

## 映画の盗撮
著作権法の特例法である「映画の盗撮の防止に関する法律」により規定。
映画館などで有料で上映される一定の要件を満たす映画については、無断で映画の録音・録画をする行為は、たとえ私的使用目的であっても、複製権を侵害する事、および刑事罰の適用対象となる事が規定されている。

## 法47条の３の規定との関係
法第47条の3において第113条2項が適用されない場合に「自ら当該著作物を電子計算機において利用するために必要と認められる限度において、当該著作物の複製又は翻案（これにより創作した二次的著作物の複製を含む。）をすることができる。」と定められている。これは、プログラムを実行するためにハードディスクなどの記録媒体からコンピュータのメモリ上にデータやプログラムを複製することを意味し（つまり「ロード処理」）、ユーザ間の配布のための複製を認めているわけではない。